# Бельско (Струго-Красненский район)
Бельско, Бельская — деревня в Струго-Красненском районе Псковской области России. Входит в состав сельского поселения «Марьинская волость».

## География
Находится на северо-востоке региона, в северо-западной части района, в лесной местности у истока р. Белка, у озера Бельское, вблизи озёр Чёрное и Липецкое. Самая высокая точка селения — 137 м.
Уличная сеть не развита.

## История
Согласно Закону Псковской области от 28 февраля 2005 года деревня Бельско вошла в состав образованного муниципального образования Сиковицкая волость.
До апреля 2015 года деревня Бельско входила в Сиковицкую волость.
В соответствии с Законом Псковской области от 30 марта 2015 года № 1508-ОЗ деревня Бельско, вместе с другими селениями упраздненной Сиковицкой волости, вошла в состав образованного муниципального образования «Марьинская волость».

## Население
| 2001 | 2002 | 2010 | 2011 |
| ---- | ---- | ---- | ---- |
| 7    | ↗8   | ↘1   | ↗4   |

## Инфраструктура
Личное подсобное хозяйство. Вывоз леса, деревообработка.
Почтовое отделение, обслуживающее д. Бельско, — 181114; расположено в бывшем волостном центре д. Сиковицы.

## Транспорт
Просёлочные дороги, самая важная — из д. Заручевье.